# New Town Plaza

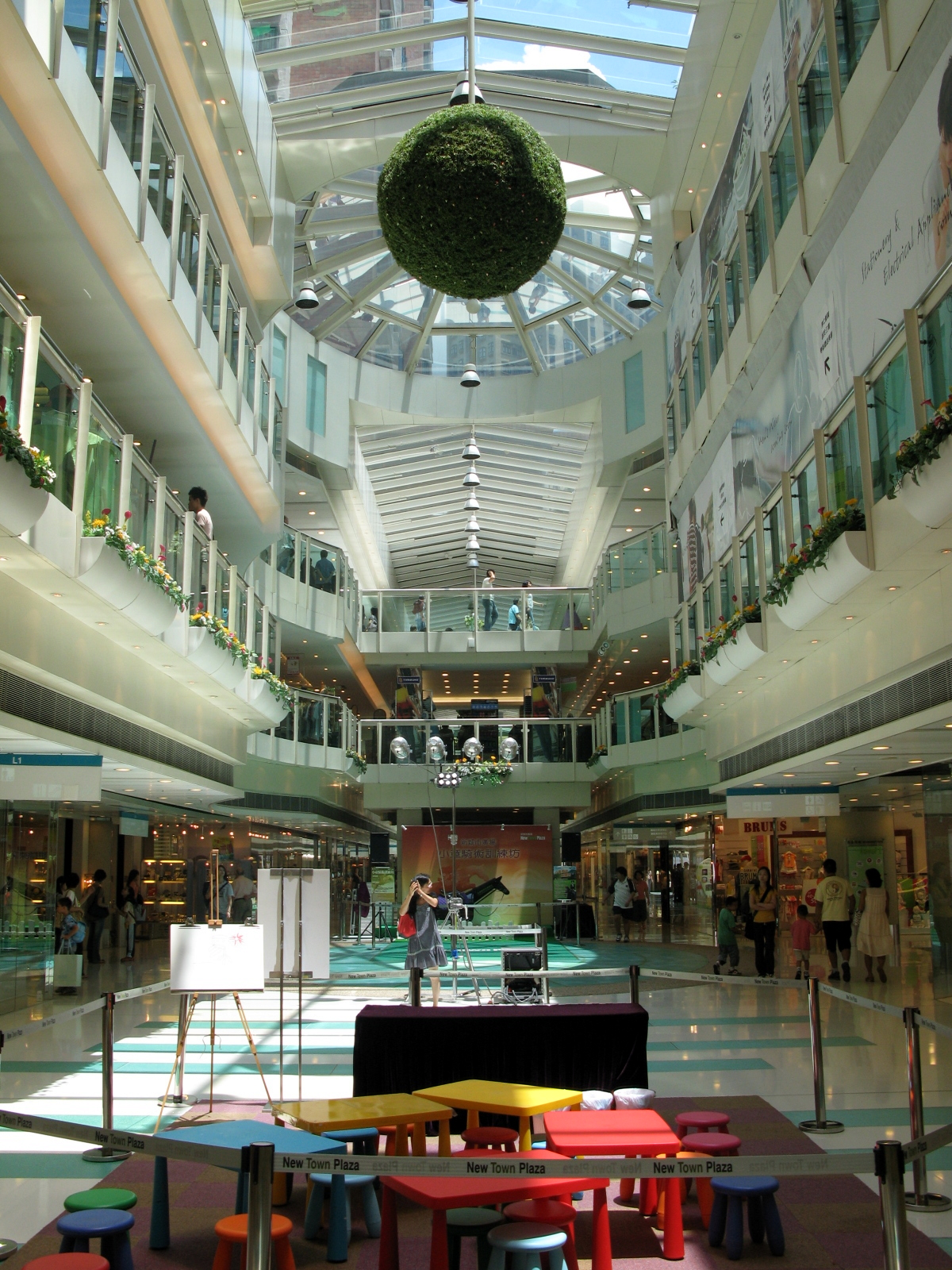
New Town Plaza

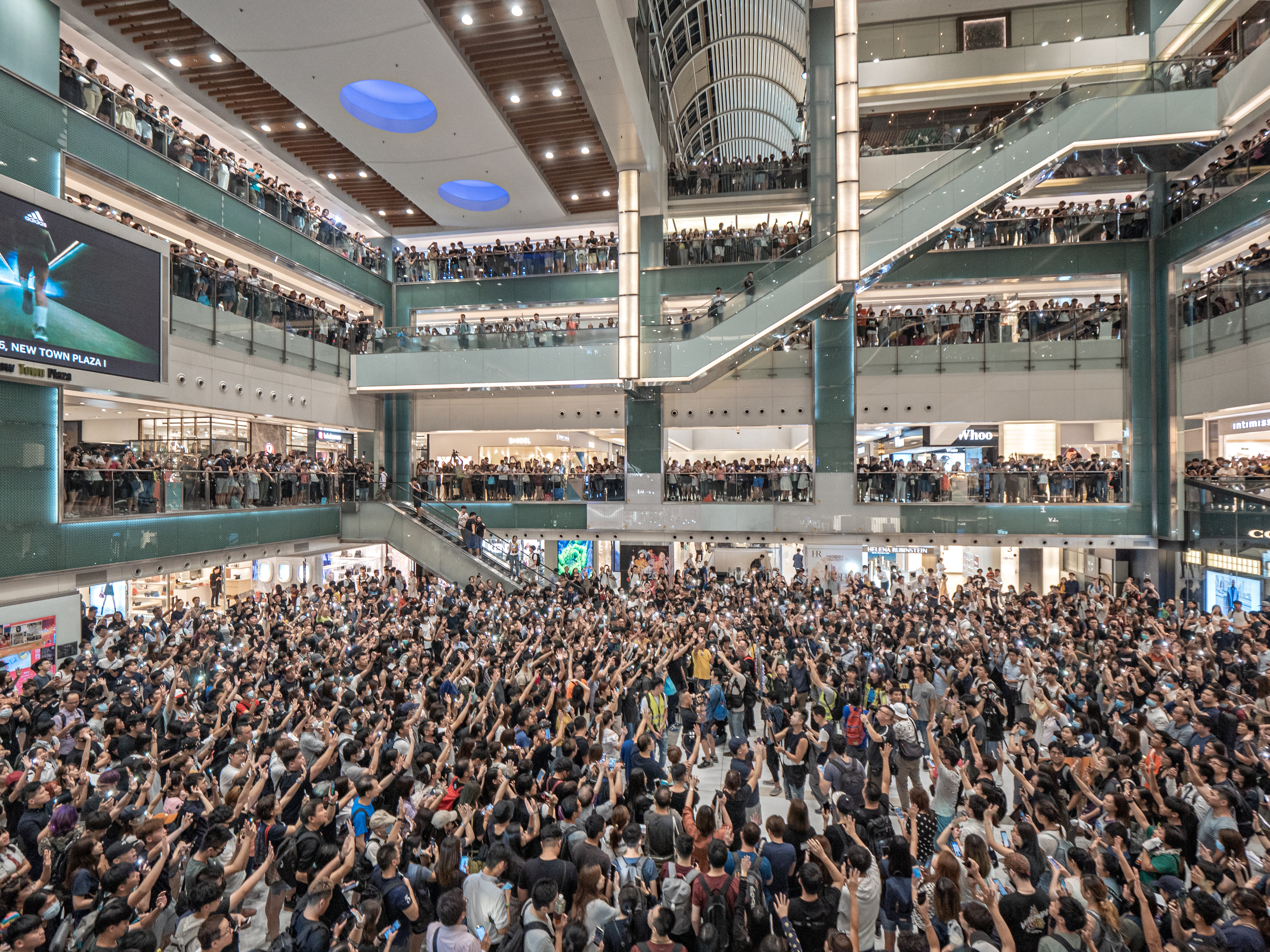
Glory-to-Hong-Kong-Gesang im New Town Plaza

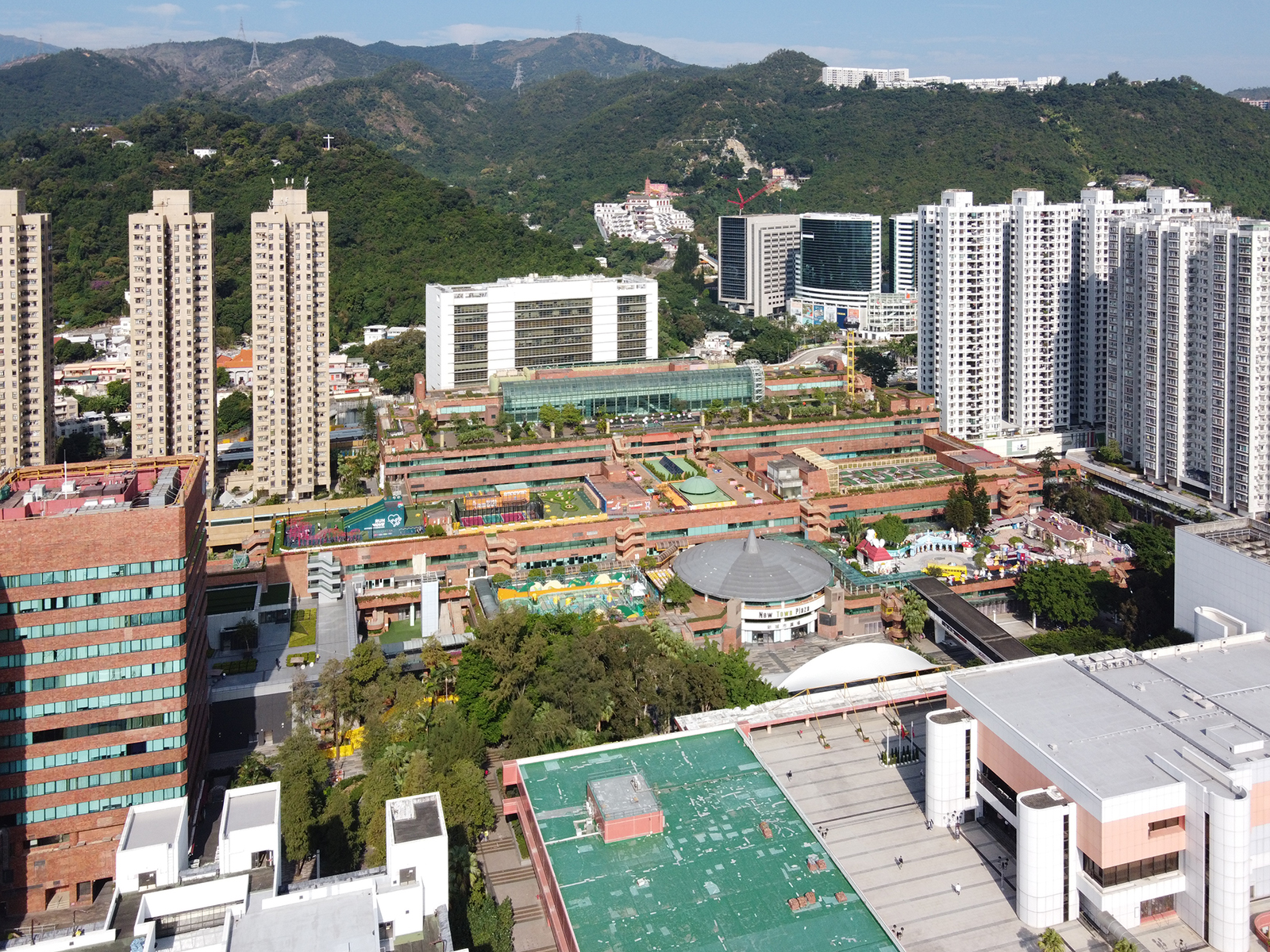
New Town Plaza Phase 1

Das New Town Plaza ist ein Einkaufszentrum im Stadtzentrum von Sha Tin, Hongkong. Es wurde von Sun Hung Kai Properties entwickelt und war das größte Einkaufszentrum in den New Territories, als es in den frühen 1980er Jahren fertiggestellt wurde. Auf einer Fläche von 200.000 Quadratmetern umfasst die Plaza die Phase 1 (das Haupteinkaufszentrum) und Phase 3, die miteinander verbunden sind, sowie die Grand Central Plaza, die weniger als einen Kilometer von der Phase 1 entfernt ist. Phase 1 wurde von 2003 bis 2008 umfassend renoviert.
Das neunstöckige Einkaufszentrum befindet sich direkt neben der Sha Tin Station und dem Citylink Plaza. Es ist eines der belebtesten Einkaufszentren in Hongkong. Es gibt viele verschiedene Verkehrsverbindungen zur New Town Plaza, wie z. B. Shuttle-Dienste von nahe gelegenen Anwesen, Minibuslinien, die MTR-Station, die sich direkt auf der Plaza befindet.